# Ouère
Die Ouère ist ein Fluss in Frankreich, der in den Regionen Pays de la Loire und Nouvelle-Aquitaine verläuft. Sie entspringt im Gemeindegebiet von Yzernay, entwässert generell in östlicher Richtung und mündet nach rund 26 Kilometern am Ortsrand von Argenton-les-Vallées als linker Nebenfluss in den Argenton.
Auf ihrem Weg durchquert die Ouère die Départements Maine-et-Loire und Deux-Sèvres.

## Orte am Fluss
(Reihenfolge in Fließrichtung)
- Somloire
- Étusson
- Argenton-les-Vallées